# Anuairi
Xiabadim Amade Anuairi Albacri Atamimi Alcoraxi Axafi ibne Aluabe (em árabe: Shihab al-Din Ahmad al-Nuwayri al-Bakri al-Tamimi al-Kurashi al-Shafii ibn al-Wahhab; 1280 — 1331 ou 1333), melhor conhecido apenas como Anuairi (an-Nuwayri), foi um historiador e jurisconsulto muçulmano egípcio.

## Vida
Nasceu c. 1280 em Nuaira, uma localidade do Alto Egito de onde a sua família era originária, ou, segundo outras fontes, a 5 de abril de 1279 em Acmim.[carece de fontes?] A data da sua morte também varia conforme as fontes: 1333 segundo algumas, 1331 segundo outras.
Escreveu extensivamente sobre a história dos Mamelucos nos séculos XII e XIII e descreveu a conquistas dos Mongóis na Síria. Conhecem-se três obras suas: uma espécie de enciclopédia intitulada Nihayal al-arab fi fonoun al-adab ("Tudo o que se pode querer saber em relação às diferentes belas letras"), História dos Almóadas de Hispânia e de África e da conquista da cidade de Marraquexe e Crónica da Síria.
O Nihayal al-arab fi fonoun al-adab está dividido em cinco partes, cada uma com cinco volumes. Em meados do século XIX existia um exemplar desta obra numa biblioteca de Leida. A parte relativa à Sicília foi publicada em árabe e latim por Rosário, em Palermo, em 1790. É considerada uma obra de grande importância para o estudo da história dos territórios centrais do mundo islâmico medieval, especialmente para a história dos primeiros tempos dos Mamelucos no Egito e na Síria, regiões onde viveu e teve um cargo administrativo relativamente elevado. A obra é também uma fonte com alguma importância para o estudo do período pré-mameluco naquelas regiões e nas suas vizinhanças, especialmente das situadas a oriente.

## Enciclopédia
A enciclopédia de Al-Nuwayri, A Ambição Final nas Artes da Erudição, foi dividida em cinco seções (livros):
1. Geografia e astronomia
2. O homem, e o que se relaciona com ele
3. Animais
4. Vegetação
5. História

Os quatro primeiros assuntos compreenderam 10 volumes, enquanto o último preencheu 21 volumes.

ِAl-Nuwayri baseou sua enciclopédia em vários trabalhos anteriores. Na verdade, as únicas partes totalmente originais são a discussão do secretariado financeiro no livro dois e parte do material histórico no livro cinco. O resto do trabalho foi uma compilação de uma série de textos, incluindo Conceitos Deliciosos e o Caminho para os Preceitos (Mabahij al-fikar wa manahij al-'ibar) de Jamal al-Din al-Watwat e o Cânone de Medicina de Avicena.